# Балка Терновата
Балка Терновата (рос. Б. Терновата; б. Купша) — балка (річка) в Україні у Синельниківському районі Дніпропетровської області. Ліва притока річки Вовчої (басейн Дніпра).

## Опис
Довжина балки приблизно 9,21 км, найкоротша відстань між витоком і гирлом — 8,55 км, коефіцієнт звивистості річки — 1,08. Формується декількома балками та загатами.

## Розташування
Бере початок у селі Катеринівка. Тече переважно на північний схід через село Воскресенівку і впадає в річку Вовчу, ліву притоку річки Самари.

## Цікаві факти
- Біля витоку балки на південній стороні у селі Катеринівка пролягає автошлях Т 0401[3] (автомобільний шлях територіального значення у Дніпропетровській та Запорізькій областях. Пролягає територією Дніпровського, Синельниківського, Васильківського, Покровського, Гуляйпільського, Пологівського, Токмацького та Мелітопольського районів через Дніпро — Васильківку — Покровське — Гуляйполе — Пологи — Токмак — Молочанськ — Мелітополь. Загальна довжина — 254,8 км).
- У XX столітті на балці існували скотні двори, газові свердловини та 1 газгольдер[2].